# Nenana (rivière)
Pour les articles homonymes, voir Nenana.
La rivière Nenana est un cours d'eau de l'Alaska aux États-Unis, c'est un affluent de la rivière Tanana, elle-même affluent du fleuve Yukon. Elle fait 150 milles (241 km) de long.
Elle prend sa source au glacier Nenana, dans le nord de la Chaîne d'Alaska, au sud-ouest du mont Deborah, à 100 milles (161 km) au sud de Fairbanks. Elle coule vers l'ouest, puis vers le nord, formant la bordure est du Parc national Denali et rejoint la vallée de la Tanana, dans laquelle elle se jette au niveau de la ville de Nenana, à 35 milles (56 km) de Fairbanks.
La haute vallée de la Nenana suit, sur 100 milles (161 km), la partie nord de l'Alaska Railroad et de la George Parks Highway qui relie Fairbanks à Anchorage.
La rivière a été explorée pour la première fois en 1885 par Henry Allen, qui la nomma Cantwell River, du nom du lieutenant John C. Cantwell, explorateur de la rivière Kobuk et de sa région entre 1884 et 1885. Les habitants l'appelaient alors Tutlut.

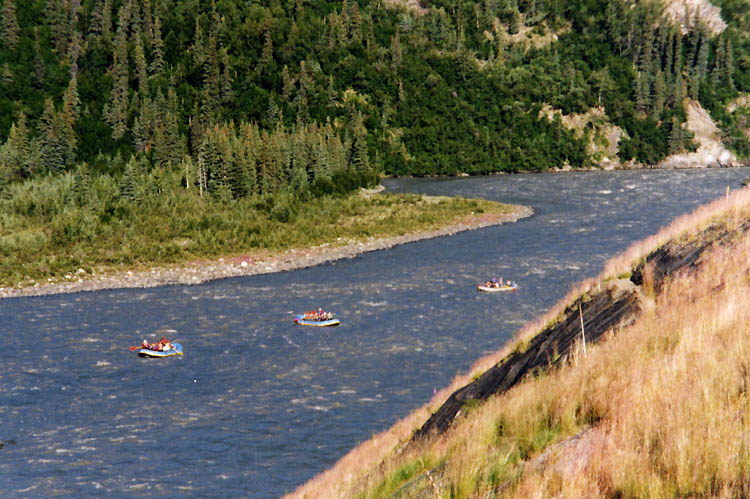
Rafting sur la rivière Nenana

Cette rivière est une des plus populaires pour pratiquer le rafting en Alaska. Elle héberge aussi de nombreux poissons comme l'omble arctique, et le saumon du Pacifique.

## Affluent
- Teklanika – 90 miles (145 km)